# Danil Alexandrowitsch Karpow
Danil Alexandrowitsch Karpow (russisch Данил Александрович Карпов; * 28. Juni 1999 in Tjumen) ist ein russischer Fußballspieler.

## Karriere

### Verein
Karpow begann seine Karriere beim FK Tjumen. Zur Saison 2016/17 wechselte er in die Jugend von Zenit St. Petersburg, bereits nach einem Halbjahr bei Zenit kehrte er im Januar 2017 aber wieder nach Tjumen zurück. Dort gehörte er fortan dem Profikader an und debütierte im Mai 2017 gegen Schinnik Jaroslawl in der Perwenstwo FNL. Dies war in der Saison 2016/17 sein einziger Einsatz. In der Saison 2017/18 absolvierte der Angreifer 16 Zweitligapartien, in denen er zwei Tore machte. In der Saison 2018/19 kam er 23 Mal zum Einsatz und erzielte drei Tore, mit Tjumen stieg er als Tabellenletzter zu Saisonende aber aus der zweiten Liga ab.
In der COVID-bedingt abgebrochenen Saison 2019/20 spielte er dann zwölfmal in der Perwenstwo PFL. In der Saison 2020/21 erzielte er in 25 Drittligaspielen 15 Tore und wurde damit gemeinsam mit zwei anderen Spielern Torschützenkönig der Gruppe 4 der PFL. In der Saison 2021/22 verbesserte er sich mit 21 Treffern in 27 Spielen nochmals und wurde ein zweites Mal in Folge Torschützenkönig.
Zur Saison 2022/23 wechselte Karpow zum Erstligisten FK Krasnodar.

### Nationalmannschaft
Karpow spielte im August 2018 zweimal im russischen U-20-Team.